# Llac de l'Oest
El llac de l'Oest (xinès tradicional: 西湖, pinyin: xī hú, literalment 'llac de l'Oest'), és un històric llac situat al centre de Hangzhou. És famós pels seus paisatges, i pel seu patrimoni cultural. Hi ha pavellons, pagodes, jardins i molts edificis històrics dispersos en tot el llac.
Des del segle ix, aquest lloc ha estat una font d'inspiració per a poetes, artistes i erudits cèlebres. En la part occidental de la ciutat d'Hangzhou, al sud del riu Yangtsé, s'han erigit nombrosos temples, pagodes i pavellons, i s'han creat jardins, alberedes ornamentals, illes i calçades per embellir els paratges.
El paisatge del Llac de l'Oest ha exercit una gran influència al llarg de segles en l'art del disseny de jardins en la resta de la Xina, Japó i Corea. El lloc constitueix un testimoniatge excepcional de la tradició cultural consistent a millorar el paisatge natural a fi de crear una sèrie de vistes que reflecteixin una fusió ideal entre l'home i la naturalesa.
El paisatge cultural del Llac de l'Oest de Hangzhou ha estat nomenat com a Patrimoni de la Humanitat per la Unesco l'any 2011.

## Patrimoni arquitectònic
Del patrimoni arquitectònic i cultural del Llac de l'Oest podem destacar: 
- Temple de Yue Fei (岳王廟), tomba i temple commemoratiu a Yue Fei (岳飛). El temple va ser construït l'any 1221, durant la dinastia Song, per commemorar la lleialtat i patriotisme del general. El lloc, que comprèn el Temple de Yue Fei, el Temple de la Lleialtat i el Mausoleu de Yue Fei, fou posteriorment reconstruït diverses vegades. Les tombes i les escultures que les acompanyen estan totes datades al segle xii i han estat meticulosament restaurades.[3]
- Temple de Lingyin (靈隱寺), monestir budista. Segons la tradició, fundat cap a l'any 328 per la Dinastia Jin. En el seu apogeu (907-978), el temple va presumir de nou edificis de diversos pisos, 18 pavellons, 72 sales, més de 1300 habitacions compartides, habitades per més de 3000 monjos. Moltes riques talles budistes a les grutes Feilai Feng i muntanyes circumdants també daten d'aquesta època.
- Granges de te Longjing (龍井茶園), zona coneguda per la qualitat de les seves plantacions de te.
- Temple de Jingci. Primer va ser construït l'any 954 per Qian Hongji (钱 弘 俶). El temple va ser destruït i reconstruït diverses vegades en la història. La majoria del temple actual va ser construït l'any 1980.
- Deu del Tigre Galopant (虎跑夢泉), deu famosa per les seves aigües minerals.
- Tomba de Su Xiao Xiao (蘇小小墓), fou destruïda durant la Revolució Cultural, però va ser reconstruïda l'any 2004, amb un nou pavelló decorat amb dotze poemes escrits a mà pels cal·lígrafs famosos.
- Tomba de Wu Song (武松墓)
- El Museu del Llac de l'Oest (situat en la seva riba) està dedicat al patrimoni cultural del llac.[4] El museu va ser obert al públic a l'octubre del 2005. L'entrada es lliure.[5][6]
- Diferents pagodes: Pagoda Leifeng, Pagoda Baochu i Pagoda Liuhe.

## Galeria d'imatges

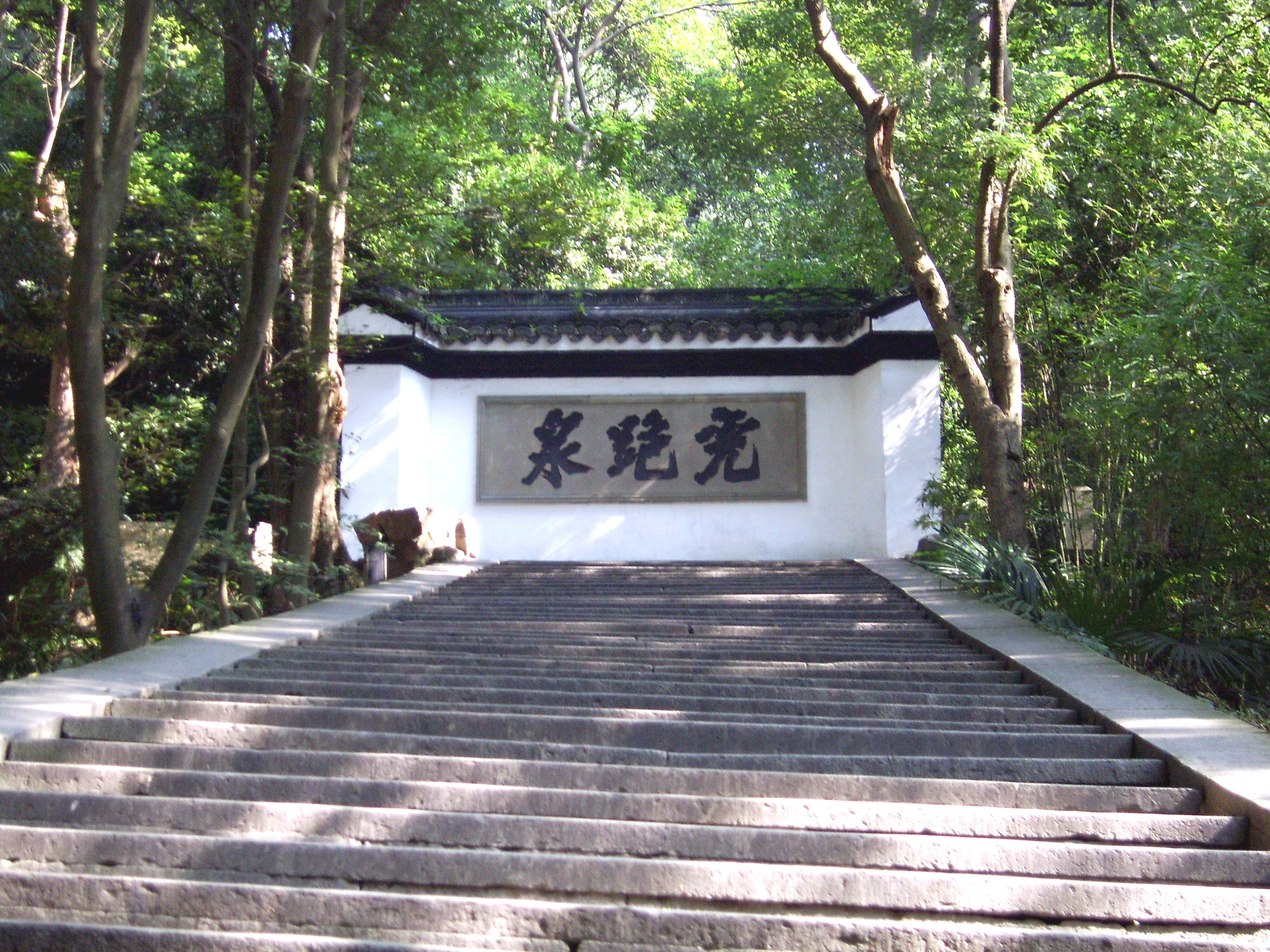
Figura del Tigre Galopant
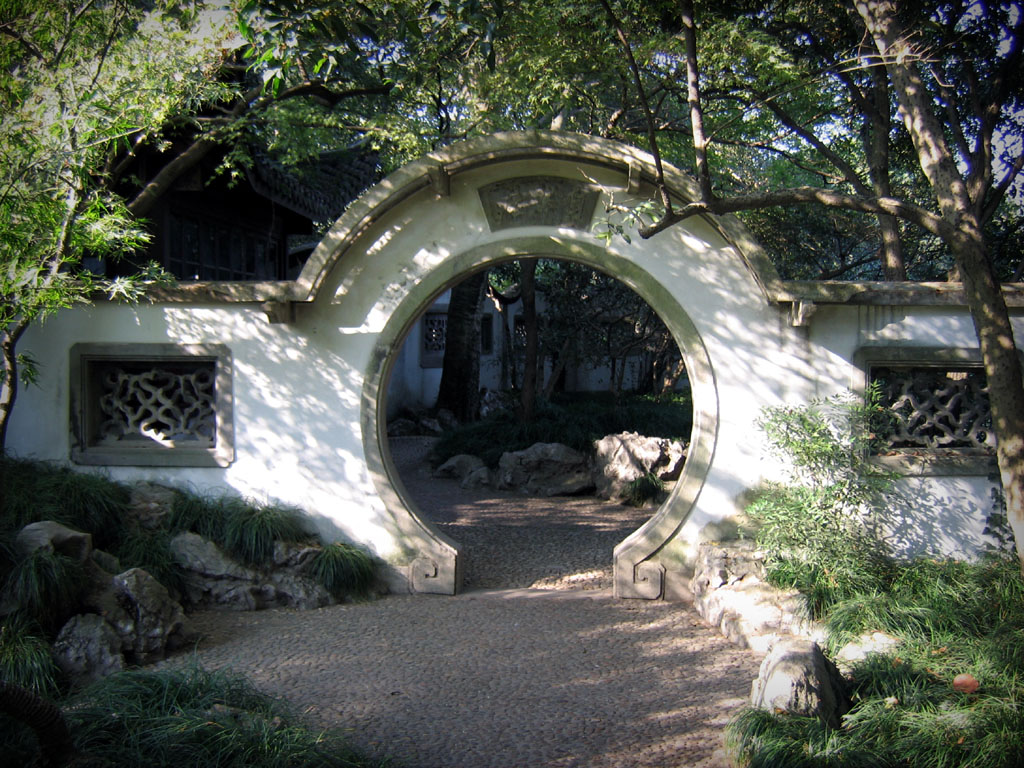
Entrada Xī Hú
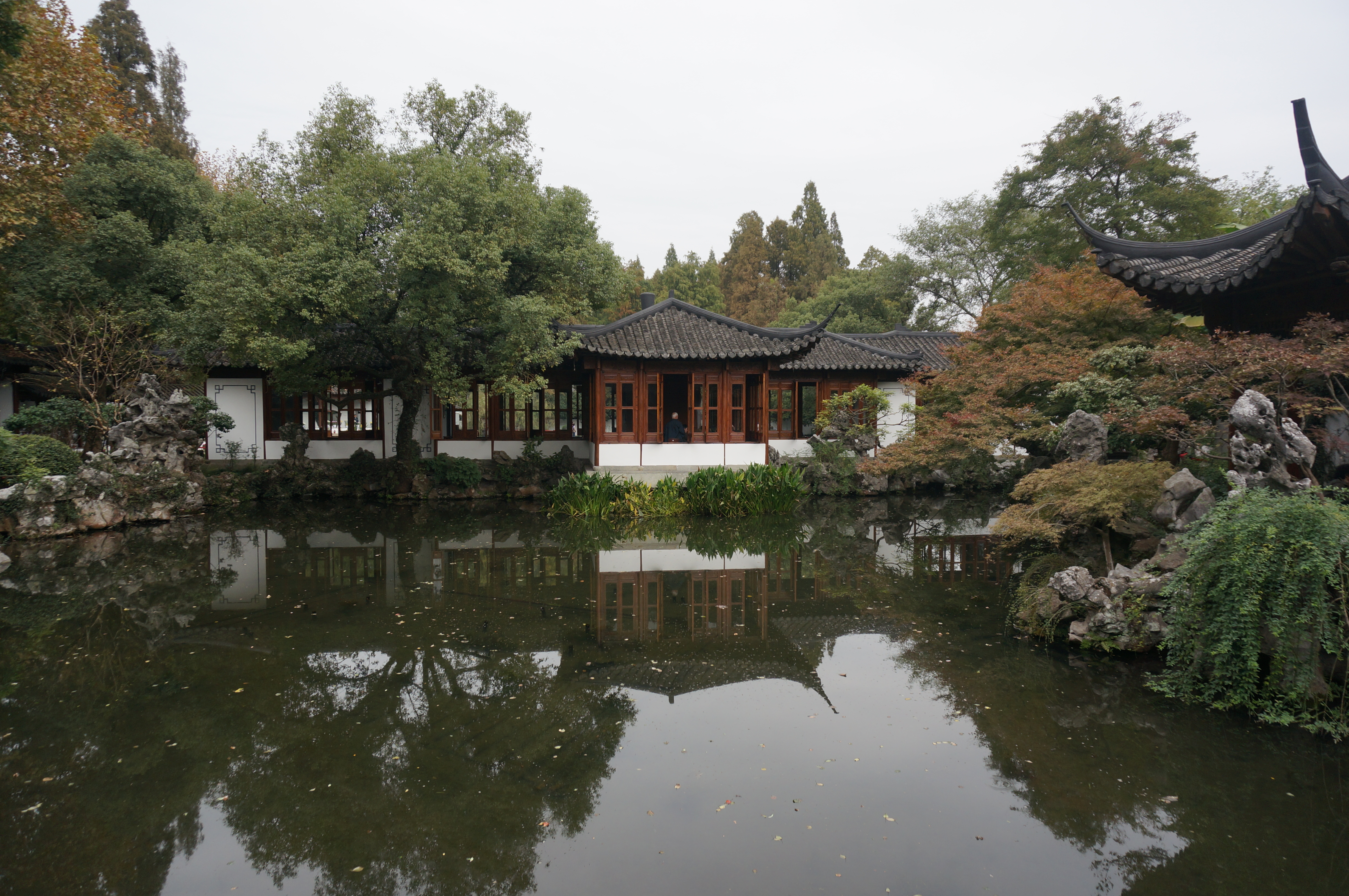
El jardí Guozhuang
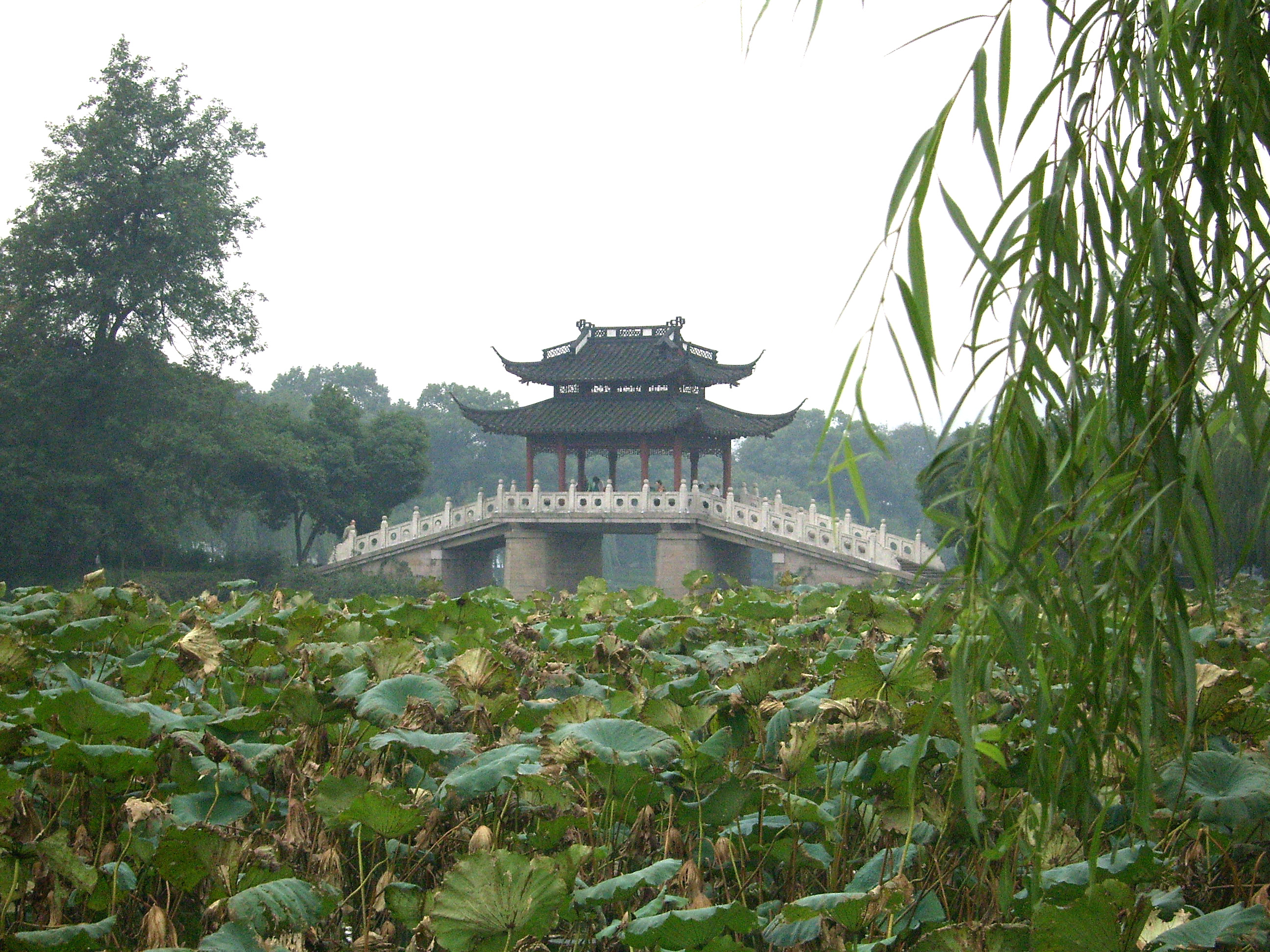
Lotus
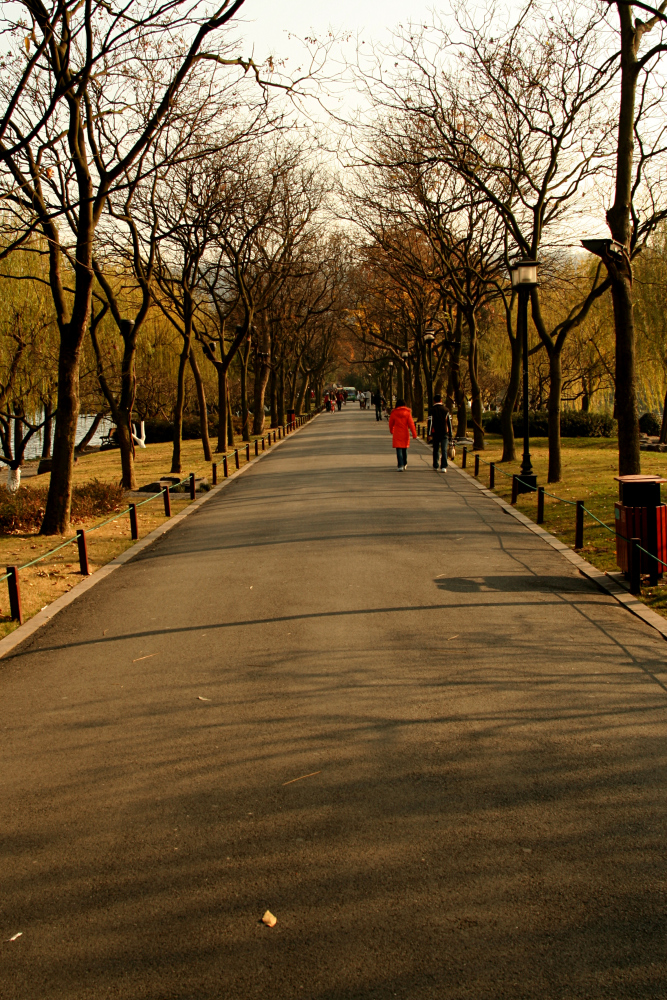
Vista des del camí
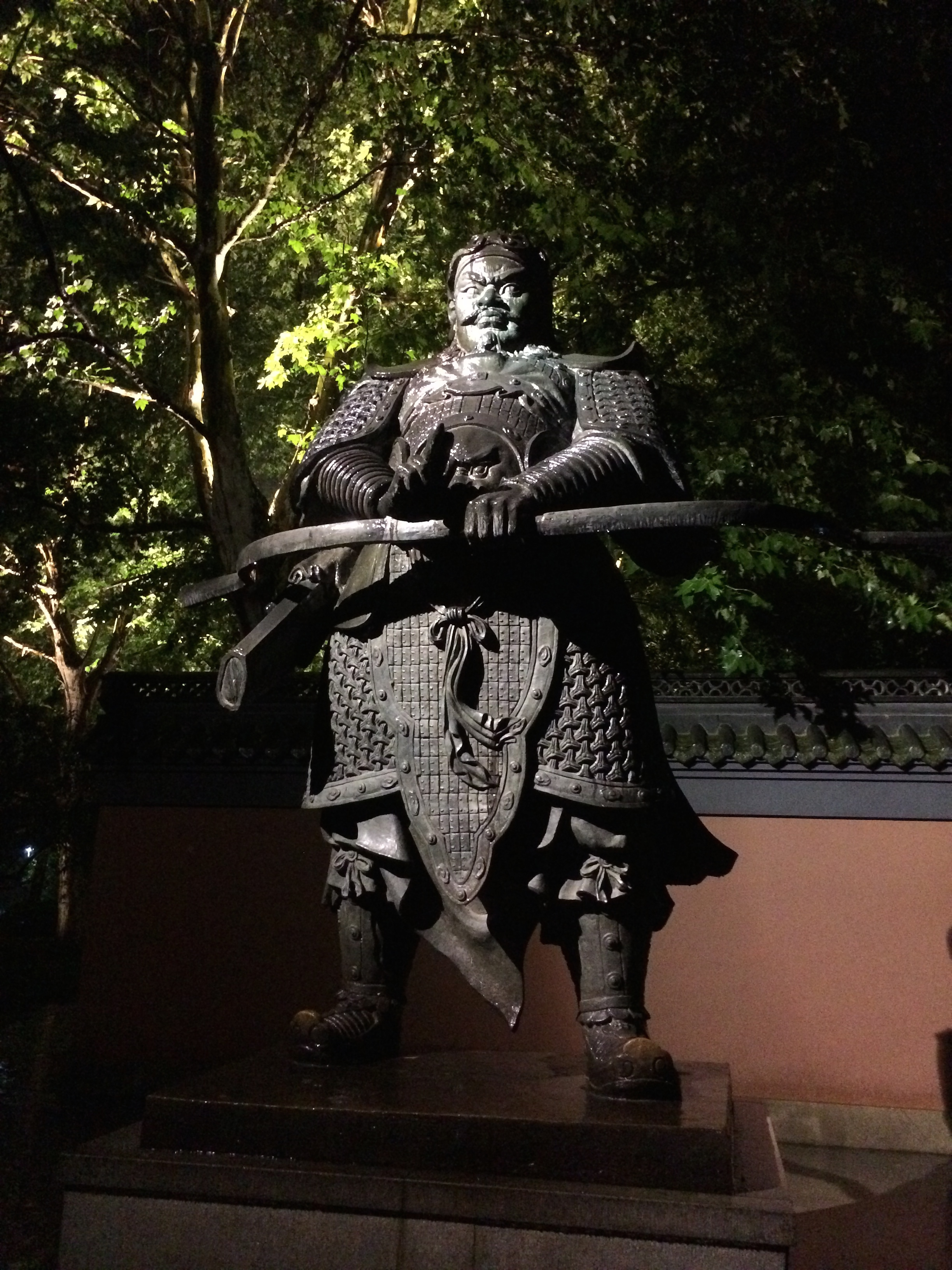
Estàtua de Qian Liu
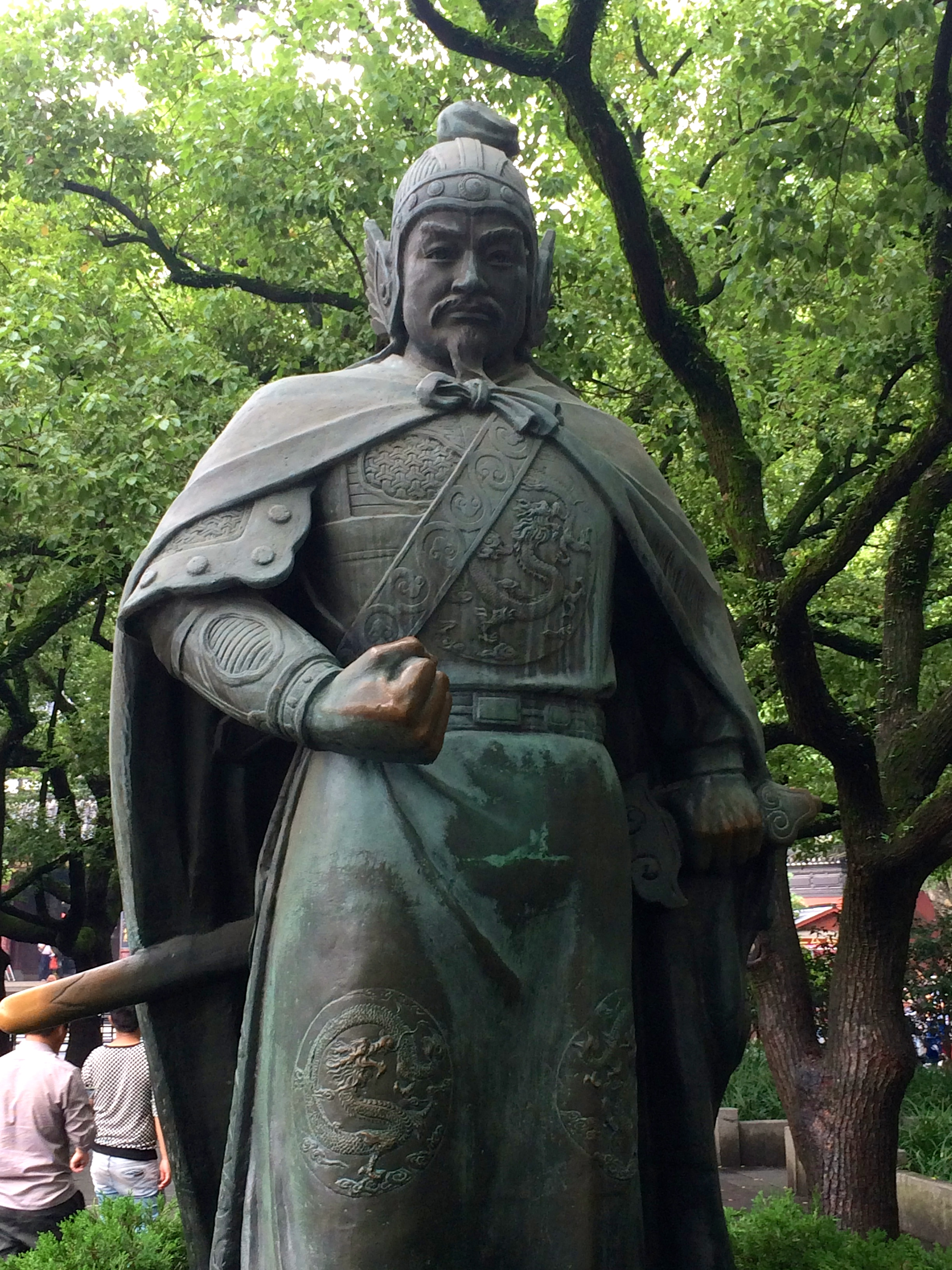
Estàtua de Yue Fei
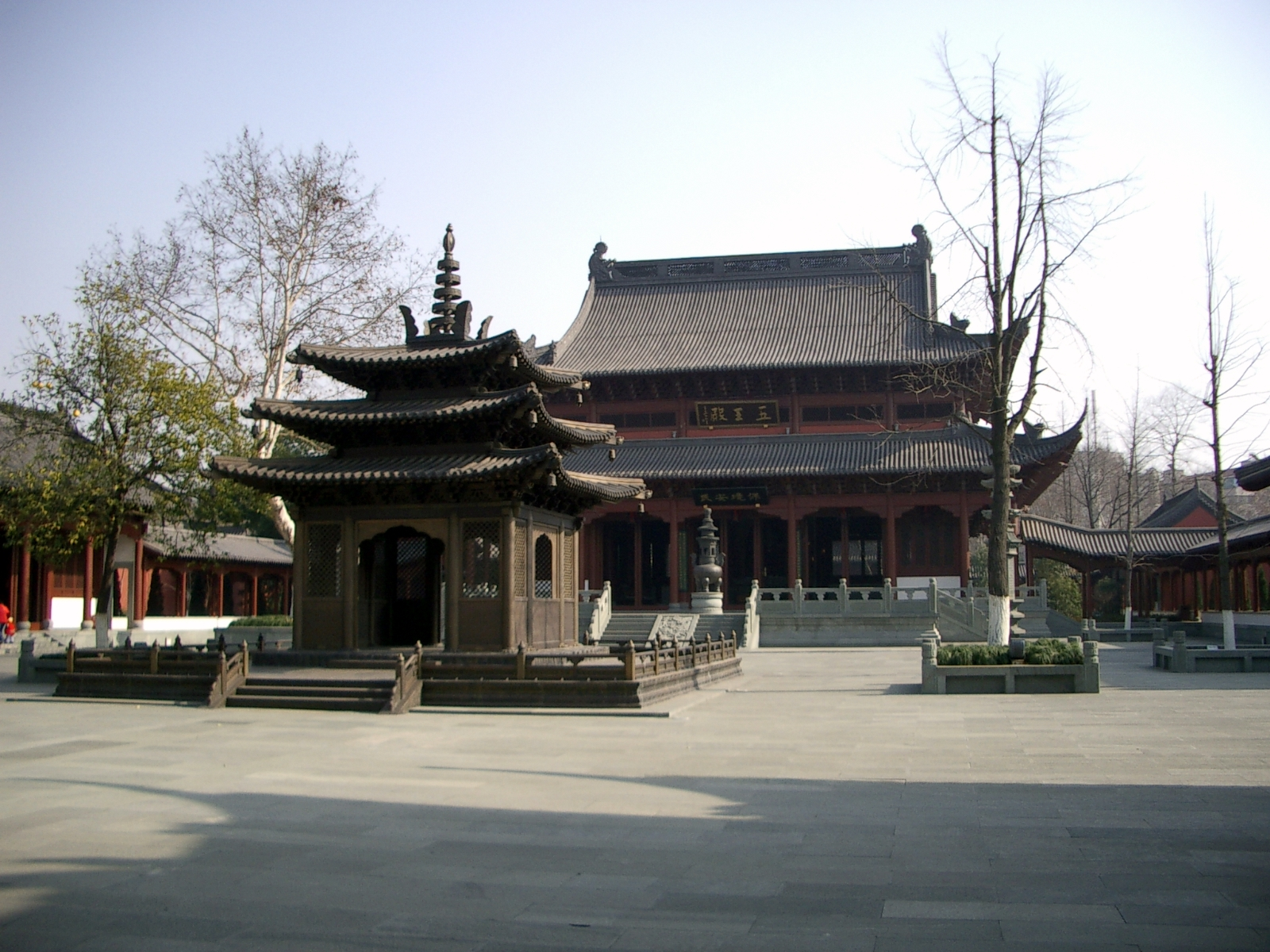
Temple de Qian
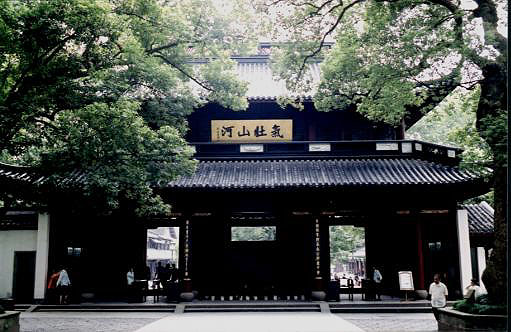
Memorial de Yu Fei
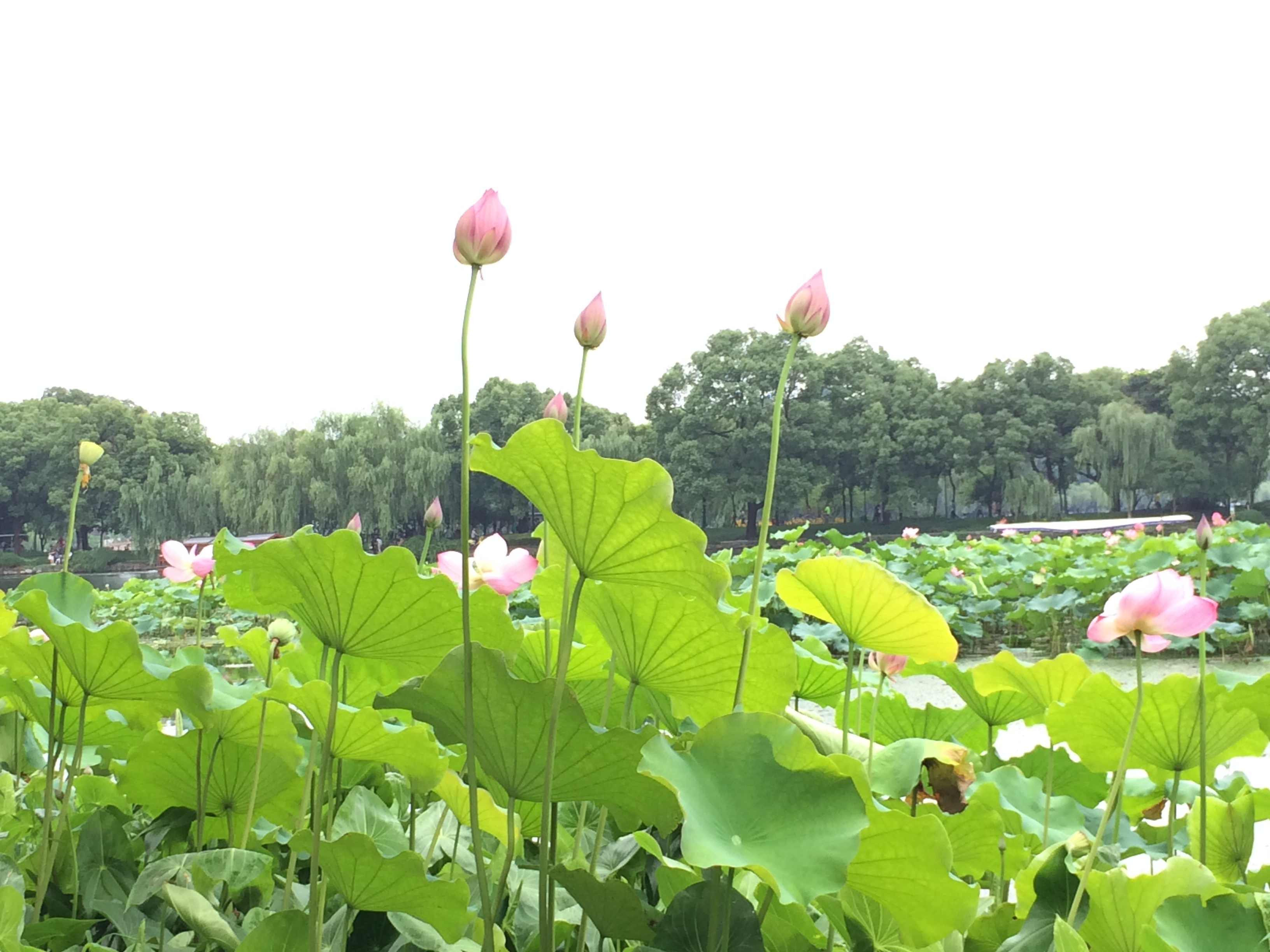
Lotus a l'estiu